# Aspettando domani
Aspettando domani (titolo originale Demain) è il decimo romanzo dell'autore francese Guillaume Musso. È uscito nelle librerie il 28 febbraio 2013.

## Trama
Il romanzo racconta la storia di Emma, una giovane newyorkese di 32 anni alla ricerca dell'uomo della sua vita, e di Matthew, 42 anni, vedovo che vive con la figlia di 4 anni a Boston. I due fanno conoscenza grazie ad Internet, e subito nasce in loro il desiderio di incontrarsi. Entrambi si recano dunque all'appuntamento fissato, lo stesso giorno alla stessa ora, ma ciononostante i due non si incontrano. Infatti, mentre Emma vive nel 2010, Matthew vive nel 2011. Scoperto ciò, Matthew si rende conto che ha l'occasione di salvare la sua defunta moglie. Inizia per Emma un'inchiesta sorprendente che ben presto va oltre ogni limite dell'immaginazione.

## Edizioni italiane
- Aspettando domani, traduzione di Laura Serra, Pandora, Sperling & Kupfer, 2014.